# María Rosa Icaza
María Rosa Juliana de Icaza y Silva (Guayaquil, 1791-ibídem, 16 de junio de 1866) fue la esposa del prócer ecuatoriano José Joaquín de Olmedo, quien fue nombrado miembro del triunvirato que asumió el gobierno de la República del Ecuador después de la Revolución Marcista.
Nació en la ciudad de Guayaquil en el año 1791, aunque se desconoce la fecha exacta, era sobrina del obispo Silva y Olave. El 24 de marzo de 1817 contrajo matrimonio con José Joaquín de Olmedo, y juntos instalaron su residencia en la Hacienda La Elvira, en la actual provincia de Los Ríos. La pareja tendría cuatro hijos:
- Rosa Perpetua de Olmedo e Icaza-Silva, que murió soltera y sin descendencia.
- María del Rosario de Olmedo e Icaza-Silva, que murió soltera y sin descendencia.
- José Joaquín de Olmedo e Icaza-Silva, casado con su prima Dolores de Icaza y Paredes, con quien tuvo un hijo:
  - José Joaquín de Olmedo e Icaza-Paredes, que murió joven y sin descendencia.
- Virginia de Olmedo e Icaza-Silva, que murió soltera y sin descendencia.

## Películas
| Año  | Película                            | Director          | Actriz      |
| ---- | ----------------------------------- | ----------------- | ----------- |
| 2009 | El Castigo de la grandeza... Olmedo | César Carmigniani | Sophia Beer |